# Exzenter

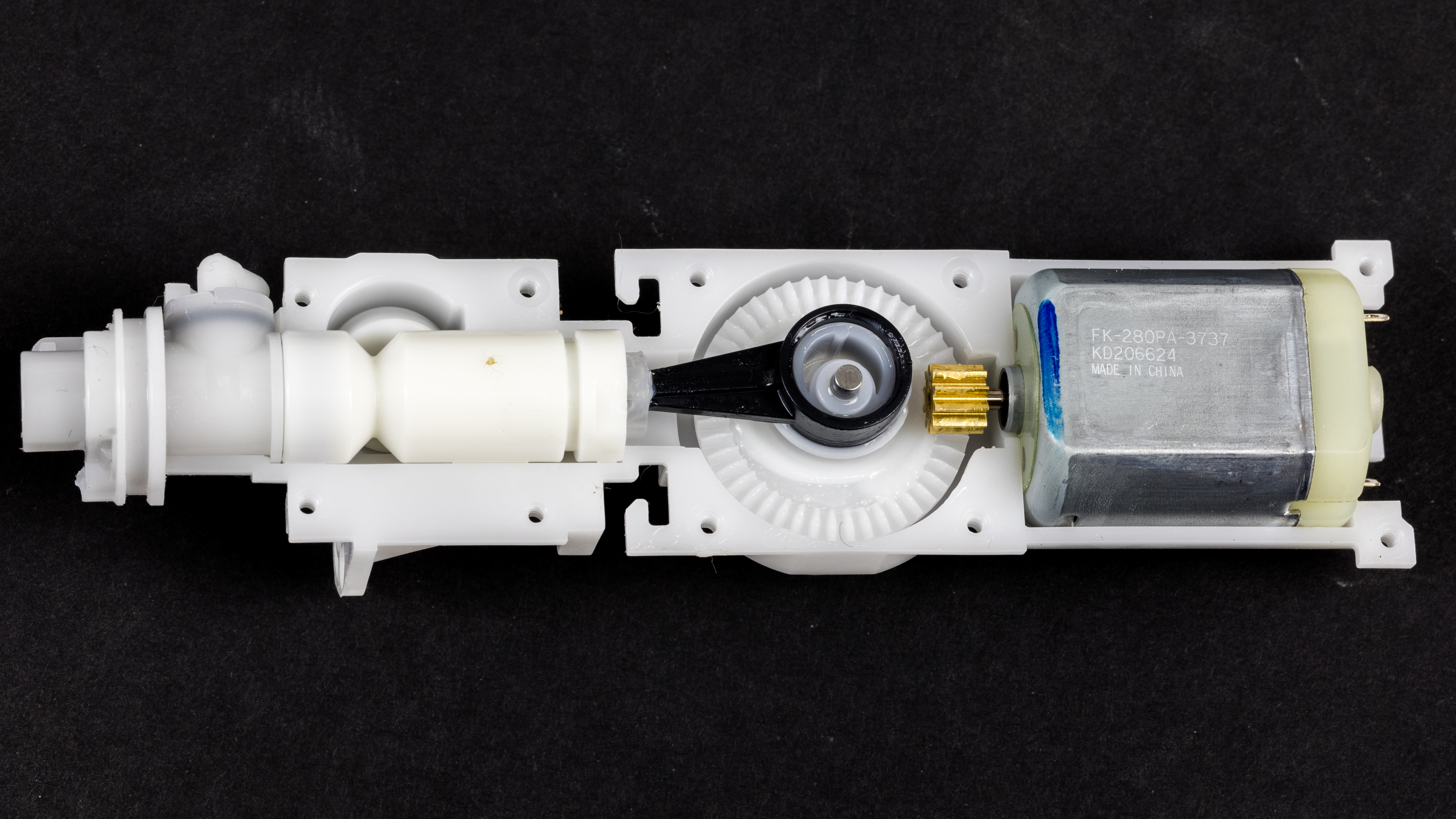
Exzenter (Mitte), Motor (rechts) in einer Munddusche

Pleuelstange (rot): Drehbewegung des Exzenters (links) wird in Längsbewegung (grün) umgesetzt

Unter einem Exzenter (von lateinisch ex centro ‚aus der Mitte‘; in der Bedeutung ‚aus dem Zentrum gerückt‘) versteht man in der Mechanik und im Maschinenbau eine auf einer Welle angebrachte Steuerungsscheibe, deren Mittelpunkt außerhalb der Wellenachse liegt.
Mit einem Exzenter können z. B. rotatorische (Dreh-) in translatorische (Längen-)Bewegungen umgewandelt werden und umgekehrt.
Je kleiner die Exzentrizität ist – etwa bei Werkzeugmaschinen – desto mehr Kraft kann von der Antriebswelle entwickelt werden (Hebelgesetz), desto geringer wird dafür der Hub.
Der Zweck des Exzenters kann also eher liegen:
- bei der Umsetzung von Dreh- zu Längsbewegung (Richtungsumsetzung)
  - Beispiele sind „Exzenterschleifer“, Hobelmaschine, Stichsäge und Verbindungsbeschläge bei Selbstbau-Möbeln.
- bei der Kraftverstärkung
  - häufig angewendet bei der Exzenterpresse zum Stanzen und Pressen von Blechen oder Kunststoffen.

Im Allgemeinen sind beide Effekte gewünscht.